# Schwache Negation
In der Wissensverarbeitung und formalen Logik findet der Positivismus in der schwachen Negation (English: negation as failure) statt. Satz hierbei ist, dass wenn ein atomarer Ausdruck durch Resolution nicht bewiesen werden kann, generell zunächst davon ausgegangen wird, dass der Ausdruck falsch ist. Die schwache Negation findet auch in der Programmiersprache PROLOG Verwendung.
Pseudocode:
```
if (¬resolute (goal p)), then (assert ¬p)
```

Die schwache Negation ist sinnvoll, da davon ausgegangen werden muss, dass das gesammelte Wissen stets unvollständig ist und die Resolution daher oftmals keine eindeutigen Ergebnisse liefern kann.

## Beispiel
In Horn-Klausel-Form:
```
heizung_defekt :- ¬batterie_leer, heizgebläse_defekt
```

Kann batterie_leer nicht durch Resolution als wahr befunden werden, so wird davon ausgegangen, dass batterie_leer nicht gilt. Somit ist heizung_defekt dann wahr, wenn heizgebläse_defekt wahr ist.